# Nymphargus grandisonae
Espèce
Synonymes
- Centrolenella grandisonae Cochran & Goin, 1970
- Centrolene grandisonae (Cochran & Goin, 1970)

Statut de conservation UICN

 LC  : Préoccupation mineure
Nymphargus grandisonae est une espèce d'amphibiens de la famille des Centrolenidae.

## Répartition
Cette espèce se rencontre de 1 230 à 2 170 m d'altitude :
- en Colombie sur le versant Ouest des cordillères Occidentale et Centrale ;
- dans le nord-ouest de l'Équateur sur le versant Ouest de la cordillère Occidentale.

## Description
L'holotype mesure 27,4 mm.

## Étymologie
Cette espèce est nommée en l'honneur d'Alice Georgie Cruickshank Grandison.

## Publication originale
- Cochran & Goin, 1970 : Frogs of Colombia. United States National Museum Bulletin, vol. 288, p. 1-655 (texte intégral).